# 卫理公会中央礼堂

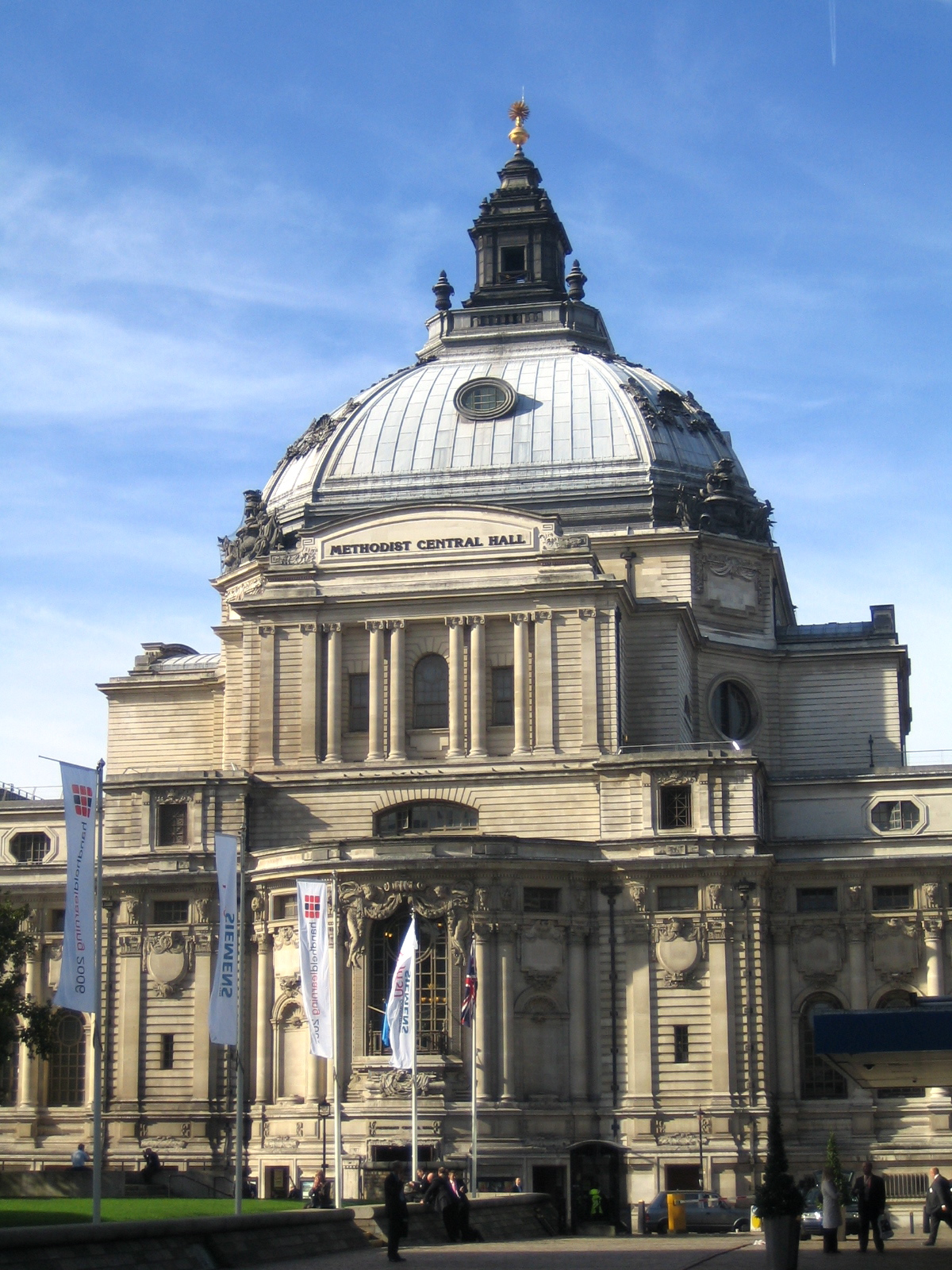
卫理公会中央礼堂

卫理公会中央礼堂（英語：Methodist Central Hall）是位于英国伦敦西敏市的卫理公会（循道宗）教堂，全称为“Methodist Central Hall, Westminster”（西敏卫理公会中央礼堂），亦简称为“Central Hall, Westminster”（西敏中央礼堂）。
中央礼堂位于威斯敏斯特修道院对面，维多利亚街、Tothill 街和 Storeys Gate转角，毗邻女王伊丽莎白二世会议中心。
中央礼堂还是一座多用途的建筑，除了是卫理公会教堂以外，还用作会议和展览中心，美术馆，办公楼，和一个旅游景点。礼堂的中央大厅可容纳2,352人。
在此举行的重要公共会展包括1946年的联合国大会第一次会议。